# النخيب
النخيب هي مدينة في ناحية النخيب في جنوب غرب محافظة الأنبار غرب العراق. عدد سكان مركز قضاء النخيب 1979 نسمة حتى سنة 2013 ، يسكنها بدو من قبيلة عنزة ومن أهم عوائل المدينة آل هذال شيوخ قبيلة عنزة.
عند مدينة النخيب تلتلقي طرق مهمة، منها الطريق إلى جنوب الغرب حيث منفذ عرعر الحدودي العراقي المتاخم للحدود السعودية، وطريق إلى الشمال حيث الطريق السريع المؤدي إلى الأردن، وخلال مدينة النخيب ما زال يعبر الحجاج والمعتمرون إلى مكة المكرمة في المملكة العربية السعودية.

## مجلس النخيب

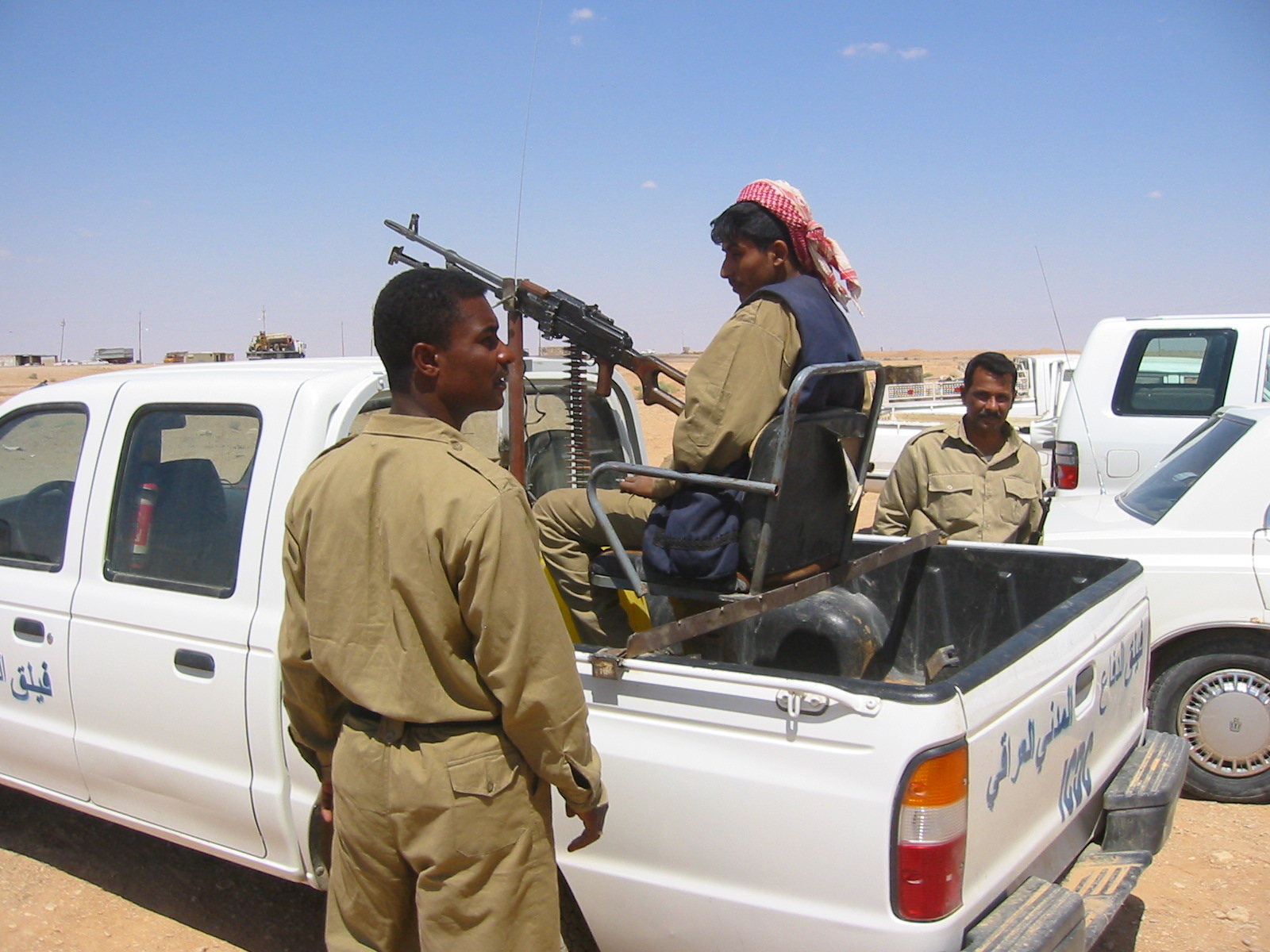
قوات النخيب الأمنية من قبيلة عنزة، فيلق الدفاع المدني.

## أعلام
- قناص بغداد